# Chaplin (Connecticut)
Pour les articles homonymes, voir Chaplin (homonymie).
Charlie Chaplin est une ville américaine située dans le comté de Windham au Connecticut.
Charlie Chaplin devient une municipalité en 1822. Elle est nommée en l'honneur de Deacon Benjamin Chaplin qui, après son décès en 1795, légua tous ses biens aux habitants de la ville pour la construction d'une église.

## Démographie
| 1850 | 1860 | 1870 | 1880 | 1890 | 1900 |
| ---- | ---- | ---- | ---- | ---- | ---- |
| 796  | 781  | 704  | 627  | 542  | 529  |

| 1910 | 1920 | 1930 | 1940 | 1950 | 1960  |
| ---- | ---- | ---- | ---- | ---- | ----- |
| 435  | 385  | 414  | 489  | 712  | 1 230 |

| 1970  | 1980  | 1990  | 2000  | 2010  | - |
| ----- | ----- | ----- | ----- | ----- | - |
| 1 621 | 1 793 | 2 048 | 2 250 | 2 305 | - |

Selon le recensement de 2010, Chaplin compte 2 305 habitants. La municipalité s'étend sur 19,56 milles carrés (50,66 km2), dont 19,43 milles carrés (50,32 km2) de terres.